# Paul Baillargeon
Pour les articles homonymes, voir Baillargeon.
Paul Baillargeon (né en 1943 à Montréal au Québec) est un compositeur québécois.

## Biographie
Paul Baillargeon a, au départ de sa carrière (vers 1963), accompagné quelques artistes en tournée, notamment Pauline Julien et Pierre Létourneau. Mais par la suite, il a surtout signé les orchestrations de plusieurs albums d'artistes québécois et français, et il a composé des musiques pour d'autres artistes, en particulier Renée Claude pour qui il compose les chansons Donne-moi le temps (1967) et Tu es le même (1968), Donald Lautrec pour qui il compose Le Cœur à l’endroit (1971) ainsi que pour Jean-Pierre Ferland avec qui il collabore sur plusieurs titres de l'album Soleil, dont Au fond des choses le soleil emmène au soleil, Mon ami J. C., Monsieur Gobeil, Si on s’y mettait et Sur la route 11 (en 1971). Avec Ferland à l'écriture des textes, Baillargeon signe la musique de la comédie musicale Gala en 1988.
En France, c'est avec la chanteuse Nicole Rieu qu'il travaille surtout, lui composant toute une série de chansons entre 1976 et 1979. Généralement sur des textes du parolier Pierre Grosz, l'on retient parmi celles-ci Il aurait voulu voir la mer (1976), Si tu m'appelles, Et je tourne, Nicole tu es folle, Au marché du boulevard et La Table (1977), Un peu de soleil sur ma pelouse, La Fille de Saint-Hilaire, Le Bois et Anne-Marie (1978) et Le Commissariat (1979). Outre Nicole Rieu, Paul Baillargeon compose aussi pour Mireille Mathieu en 1974, la chanson Un million d'enfants et pour Nicole Croisille la chanson Tout le monde peut chanter sa chanson en 1980.
L'un des grands succès de Paul Baillargeon demeure la chanson Une colombe, composée pour Céline Dion en 1984 et présentée au pape Jean-Paul II lors de sa visite à Montréal cette année-là. Il compose aussi pour Ginette Reno la chanson Un cœur, également en 1984.
Sa carrière va s'étendre aux États-Unis puisqu'il signe la musique de 41 épisodes des populaires séries Star Trek: Deep Space Nine, Star Trek: Voyager et Enterprise,, ainsi que la trame sonore de certaines séries québécoises, notamment La Misère des riches (1990) et Montréal ville ouverte (1992). Plus rarement, Baillargeon lance lui-même quelques albums solo, comme ce fut le cas en 1974 et 1976 avec les microsillons 8133 et Je veux chanter parus tous deux chez Barclay.

## Discographie

### Albums
- 1966 : Parade des succès volume 6 (mono/stéréo) (33 tours RCA Victor Gala	CGP-231 / CGPS-231)
- 1970 : BOF du film Viens mon amour (33 tours GAP 2051)
- 1971 : BOF du film Y’a plus de trou à Percé (33 tours GAP 2052)
- 1974 : 8133 (33 tours Barclay 80185)
- 1976 : Je veux chanter (33 tours Barclay 80240)
- 1984 : La Course au bonheur (2 x 33 tours Triangle 1401)
- 1984 : La Vie du frère André en chansons (33 tours Triangle TRI-100)
- 1990 : La Misère des riches (CD Saisons SNCS90021)

### Simples
- 1971 : Cago-9 – Instrumental (45 tours GAP 101)
- 1974 : Jonathan – On est beau comme on est (45 tours Barclay 60289)
- 1974 : 8133 – Dans ta peau (45 tours Barclay 60302)
- 1978 : Opus 3 – C’est beau chez nous (45 tours Telson 108)